# Dąbrówka (Warszawa)
Dąbrówka – dawna wieś oraz obszar MSI w warszawskiej dzielnicy Ursynów.

## Historia
Pierwsza wzmianka o wsi Dambrowka pochodzi z 1422. W 1580 wieś szlachecka w powiecie warszawskim ziemi warszawskiej województwa mazowieckiego.
Dąbrówka jest częścią miasta o identyfikatorze SIMC 0918198.